# Acidi aldarici

Struttura dell'acido glucarico, un acido aldarico ottenuto per ossidazione del glucosio

Gli acidi aldarici o saccarici(chiamati in passato acidi glucarici) sono acidi poliidrossi bicarbossilici derivati formalmente da un aldoso per ossidazione di entrambi gli atomi di carbonio terminali a gruppi carbossilici. Possiedono formula chimica generale HOOC-(CHOH)n-COOH.
Gli acidi aldarici di solito sono sintetizzati per ossidazione degli aldosi con acido nitrico. In questa reazione è la forma a catena aperta dello zucchero a reagire.
Un acido aldarico è un aldoso in cui sia la funzione ossidrilica del carbonio terminale che la funzione carbonilica al carbonio iniziale sono state completamente ossidate a funzioni carbossiliche. L'ossidazione del solo gruppo aldeidico porta alla formazione di un acido aldonico, mentre l'ossidazione del solo gruppo ossidrilico terminale produce un acido uronico. Gli acidi aldarici non possono formare emiacetali ciclici, diversamente dagli zuccheri originari non ossidati, ma talvolta possono formare dei lattoni.
Diversamente dagli zuccheri da cui derivano, gli acidi aldarici hanno lo stesso gruppo funzionale in entrambe le estremità della catena formata dagli atomi di carbonio; quindi, due zuccheri differenti possono produrre lo stesso acido aldarico. Per esempio, l'acido D-glucarico (derivato dal glucosio) e l'acido L-gularico (derivato dal gulosio) sono lo stesso composto. Inoltre, anche una coppia di enantiomeri genera un unico stesso composto.
Una conseguenza di ciò è che alcuni acidi aldarici sono dei composti meso senza attività ottica, nonostante la presenza di centri chirali multipli.

## Nomenclatura
La nomenclatura degli acidi aldarici è basata sul nome dello zucchero da cui derivano, al quale si aggiunge il suffisso "-arico" in sostituzione del suffisso "-osio". Per esempio, il glucosio è ossidato ad acido glucarico e lo xilosio ad acido xilarico.